# Revanche (Roman)
Revanche. Der zehnte Fall für Bruno, Chef de Police (Originaltitel: The Templars’ Last Secret. A Case for Bruno, Chief of Police) ist ein Kriminalroman von Martin Walker aus dem Jahr 2017 und der zehnte Band seiner Bruno-Reihe. Im Mittelpunkt steht der Stadtpolizist und Hobbykoch Benoît „Bruno“ Courrèges, der im fiktiven Saint-Denis im Périgord ermittelt. Die deutsche Übersetzung durch Michael Windgassen wurde 2018 im Diogenes Verlag veröffentlicht.

## Handlung
Bruno wird zur Leiche einer Kletterin gerufen, die von der Felswand unterhalb der Burgruine von Commarque gestürzt ist. Sie hatte dort die Buchstaben IFTI mit roter Farbe an die Wand gemalt. An der Burg von Commarque finden gerade archäologische Arbeiten statt. Sie war einst ein Stützpunkt der Tempelritter. Die Felsen unterhalb sind von Höhlen durchzogen, die mit ihren steinzeitlichen Wandmalereien auch hier von der langen Siedlungsgeschichte des Périgords zeugen.
Ungewollte Unterstützung erhält Bruno von der Juristin Amélie, die vom Justizministerium in die Provinz entsandt wurde, um sich ein Bild von der Zusammenarbeit von Stadtpolizei und Gendarmerie zu machen. Amélie kommt von Martinique und hat haitianische Wurzeln, sodass sie in der kleinen Stadt sofort auffällt. Bruno ist zwar anfangs wenig begeistert, auf Schritt und Tritt begleitet zu werden, ist aber zunehmend beeindruckt von den Internetrecherchefähigkeiten Amélies.
Sie finden heraus, dass es sich bei der Toten um die Israelin Leah Wolinski handelt, die einer pro-palästinensischen Gruppe angehörte. Amélie entdeckt im Internet die Legende vom Testament Ifthikars, das den islamischen Anspruch auf Jerusalem bestreitet. Es stellt sich heraus, dass das Seil Leahs durchschnitten wurde und ihr Tod kein Unfall war.
Leah hatte Kontakt zum Altertumsforscher Dumesnil in Sarlat aufgenommen. Als Bruno Dumesnil zuhause aufsucht, findet er diesen schwer verletzt dort vor. Offenbar war er gefoltert worden. Die Spur führt zu einer islamistischen Terrorzelle, die sich offenbar in der Gegend aufhält. Der Bruno bestens bekannte Brigadier Lannes aus dem Innenministerium richtet sofort einen Krisenstab ein, um die Suche vor Ort zu leiten. Auch Brunos Exfreundin Isabelle, die immer noch bei Eurojust in Paris arbeitet, reist dazu an und es beginnt wieder zwischen beiden zu knistern.
Auch sonst ist Bruno gefordert: seinem Freund Kommissar Jalipeau wirft man vor, nicht korrekt ermittelt zu haben. Bruno trägt dazu bei, diese Vorwürfe zu entkräften.
Mit dem Bürgermeister empfängt Bruno den Pariser Anwalt Yacov Kaufmann, der im Auftrag seiner in Israel lebenden Großmutter ein Pfadfinderdorf, das auch als Begegnungsstätte dienen soll, einweihen möchte. Die jüdische Mäzenin ist Saint-Denis freundschaftlich verbunden und hatte das Projekt gefördert.
Nebenbei organisiert Bruno auch noch die Hochzeit seiner Freunde Hubert und Clothilde, beide Archäologen.
Bei einer Führung der Hochzeitsgesellschaft durch die Höhle von Lascaux kommt es in den umliegenden Wäldern zu einem Schusswechsel. Einer der Terroristen sprengt sich dabei in die Luft, die anderen können entkommen.
Als das Hochzeitspaar später mit seinen Gästen ins Prähistorische Museum von Les-Eyzies-de-Tayac weiterzieht, rätselt Bruno noch, was das nächste Anschlagsziel der Islamisten sein könnte. Tatsächlich haben es die Terroristen auf dieses Museum abgesehen, das neben den nahegelegenen Höhlen von Lascaux zu den bedeutenden Kulturgütern Frankreichs zählt. Zu Brunos Glück ist neben seinem Freund Jack Crimson, einem pensionierten britischen Geheimdienstoffizier, auch Kaufmann bewaffnet. Erst jetzt dämmert Bruno, dass Kaufmann nicht nur ein Jurist aus Paris ist, sondern offenbar der Kontakt des Brigadiers zum Mossad.
Mithilfe seiner Freunde und eines steinzeitlichen Speeres kann Bruno die verbliebenen Terroristen so lange in Schach halten, bis ein Sonderkommando eintrifft und die Angreifer unschädlich gemacht werden.
Im Nachgang fragt sich Bruno, ob Leah vielleicht eine israelische Agentin war, die die Terrorgruppe unterwandert hatte und mit ihrer Aktion die Aufmerksamkeit auf sie lenken wollte. Doch auch diesen Punkt lässt Kaufmann, der inzwischen mit Amélie angebandelt hat, unbeantwortet.
Nach den aufregenden Ereignissen darf Bruno der Öffnung einer Höhle in Commarque beiwohnen, in der sich das Grab eines Ritters befindet. In dem Grab findet sich ein goldener Kelch, der Anlass zu weiteren Spekulationen gibt…

## Hintergründe
Anders als in früheren Bänden, hat sich Walker diesmal mit Commarque, Sarlat, Lascaux und dem Prähistorischen Museum in Les Eyzies für einige reale Schauplätze entschieden, die neben dem fiktiven Saint-Denis eine Rolle spielen.
Walker lässt dabei gleich mehrere Figuren früherer Romane wieder verstärkt in Erscheinung treten: Hubert und Clothilde hatten in Band 4 – Delikatessen – ihren ersten Auftritt in der Bruno-Reihe, waren aber auch schon Protagonisten in Schatten an der Wand. Yacov Kaufmann war zuvor in Provokateure (Band 7) schon aufgetreten.
Daneben folgt Walker seinem Motto, auch die Kulinarik nicht zu kurz kommen zu lassen und lässt den Leser auch in diesem Band mit Bruno mitkochen. Außerdem geht Walker auf die steinzeitlichen Höhlenmalereien des Vézère-Tals ein, die zum UNESCO-Welterbe zählen.
Im Gespräch mit dem Kölner Stadt-Anzeiger anlässlich einer Lesung sagte Walker, dass er sich nicht als politischer Autor verstehe, es aber generell schwierig sei, über den Schauplatz Europa zu schreiben, ohne die Themen Migration und Terrorismus zu berühren. Er hat mit der Arbeit an diesem Band unter dem Eindruck der Terroranschläge von  Brüssel, Nizza, Berlin und London begonnen und hält sein Horrorszenario als durchaus im Bereich des Möglichen. Man wisse, dass diese Leute historische Denkmäler hassen.

## Kritik
Dominik Nüse-Lorenz freut sich auf www.booknerds.de, dass in Band zehn wieder „die Personen, die Region und das savoir vivre im Vordergrund stehen“, was für ihn für das eigentliche Lesevergnügen verantwortlich zeichne. Waren für den Rezensenten die letzten zwei Romane um Bruno „doch eher schwer, bemüht und angestrengt“, bemerkt er hier eine „feine Leichtigkeit“, der Spagat zwischen Provinz und großer Politik sei richtig gut gelungen, die Figur der jungen Amélie sorge für zusätzliche Dynamik und einige wirklich gelungene Humoresken. Walker habe den Charme seiner ersten Bände wieder auferstehen lassen und einen kleinen Périgord-Reiseführer beigefügt.

## Ausgaben
- The Templars' Last Secret. A Case for Bruno, Chief of Police.
  - Alfred A. Knopf, 2017, ISBN 978-1-101-94680-0 (gebunden)
  - Quercus, London 2018, ISBN 978-1-78429-468-7 (Taschenbuch)
- Revanche. Der zehnte Fall für Bruno, Chef de police. Übersetzung Michael Windgassen. Diogenes, Zürich 2018, ISBN 978-3-257-07025-5 (gebunden)